# Nokia 6303i classic
Il Nokia 6303i classic è un telefono cellulare prodotto dall'azienda finlandese Nokia e messo in commercio nel 2010.

## Caratteristiche
- Dimensioni: 108,8 x 46,2 x 11,7 mm
- Massa: 96 g
- Risoluzione display: 240 x 320 pixel a 16,7 milioni di colori
- Durata batteria in conversazione: 8 ore
- Durata batteria in standby: 515 ore (21 giorni)
- Fotocamera: 3.2 megapixel
- Memoria: 55 MB espandibile fino ad 8 GB con MicroSD
- Bluetooth e USB

## Kit d'acquisto
- Telefono cellulare Nokia 6303i classic
- MicroSD da 2 GB
- Cavo di connessione video
- Auricolare stereo
- Caricabatterie ad alta efficienza
- Batteria Nokia
- Breve manuale d'uso